# Descomposició en fraccions parcials
En àlgebra, la descomposició en fraccions parcials és un mètode que s'utilitza per reduir el grau del numerador o del denominador (només un dels dos) d'una funció racional. Simbòlicament, es pot fer servir la descomposició en fraccions parcials per canviar una funció racional de la forma
{\displaystyle {\frac {f(x)}{g(x)}}}
on ƒ i g són polinomis, en una funció de la forma
{\displaystyle \sum _{j}{\frac {f_{j}(x)}{g_{j}(x)}}}
on gj (x) són polinomis que són factors de g(x) i, en general, són de grau inferior.
La descomposició en fraccions parcials es pot considerar, doncs, com el procediment invers de l'operació més elemental d'addició de fraccions, la qual dona com a resultat una única funció racional amb un numerador i denominador normalment de grau més elevat. La descomposició completa en fraccions parcials va fins al final, és a dir, es factoritza g tant com sigui possible. El resultat obtingut en aquest cas expressa la funció original com una suma de fraccions on:
- el denominador de cada terme és la potència d'un polinomi irreductible no factoritzable, i
- el numerador de cada terme és un polinomi de grau inferior que el polinomi irreductible.

La motivació principal per descompondre una funció racional en una suma de fraccions més simples és que llavors és més fàcil dur a terme operacions lineals. És per això, doncs, que el problema de calcular derivades, antiderivades, integrals, sèries de potències, sèries de Fourier, residus i transformacions lineals es pot reduir gràcies a la descomposició en fraccions parcials, de tal manera que es faci el càlcul sobre cada element en comptes de fer-ho sobre l'element original. Vegeu, per exemple, Integració de fraccions racionals.
La decisió de quins polinomis són irreductibles depèn de quin cos d'escalars s'adopti. Si es treballa amb nombres reals, llavors els polinomis irreductibles són de grau 1 o 2. Si es permeten nombres complexos, només els polinomis de primer grau són irreductibles. Finalment, si es permeten només nombres racionals, o un cos finit, llavors els graus dels polinomis irreductibles poden ser més elevats.

## Procediment
Donats dos polinomis {\displaystyle P(x)} i {\displaystyle Q(x)=(x-\alpha _{1})(x-\alpha _{2})\cdots (x-\alpha _{n})}, on les αi són diferents constants i el grau P < n, les fraccions parcials generalment s'obtenen suposant que
{\displaystyle {\frac {P(x)}{Q(x)}}={\frac {c_{1}}{x-\alpha _{1}}}+{\frac {c_{2}}{x-\alpha _{2}}}+\cdots +{\frac {c_{n}}{x-\alpha _{n}}}}
i resolent per les constants ci (per substitució) igualant els coeficients de termes que van acomponyats de les potències de x. Es tracta, de fet, d'una variant del mètode dels coeficients indeterminats.
Un càlcul més directe molt relacionat amb la interpolació polinòmica de Lagrange consisteix a escriure
{\displaystyle {\frac {P(x)}{Q(x)}}=\sum _{i=1}^{n}{\frac {P(\alpha _{i})}{Q'(\alpha _{i})}}{\frac {1}{(x-\alpha _{i})}}}
on {\displaystyle Q'} és la derivada del polinomi {\displaystyle Q}.

Aquesta aproximació es pot modificar perquè s'ajusti a molts altres casos:
- Si grau P {\displaystyle \geq } grau Q, llavors és necessari fer la divisió euclidiana de P per Q (vegeu Divisió de polinomis), la qual cosa dona P(x) = E(x) Q(x) + R(x) amb grau R < n. Dividint per Q(x) s'obté

{\displaystyle {\frac {P(x)}{Q(x)}}=E(x)+{\frac {R(x)}{Q(x)}},}
i llavors s'intenten buscar les fraccions parcials per la fracció residu (que, per definició, satisfà grau R < grau Q).
- Si Q(x) conté factors que són irreductibles en el cos donat, llavors el numerador N(x) de cada fracció parcial amb tal factor F(x) al denominador s'ha de buscar com un polinomi amb grau N < grau F, i no pas com una constant. Per exemple, si es pren la següent descomposició sobre R:

{\displaystyle {\frac {x^{2}+1}{(x+2)(x-1)\color {Blue}(x^{2}+x+1)}}={\frac {a}{x+2}}+{\frac {b}{x-1}}+{\frac {\color {OliveGreen}cx+d}{\color {Blue}x^{2}+x+1}}.}
- Se suposa Q(x) = (x − α)rS(x) i S(α) ≠ 0. Llavors Q(x) té un zero α de multiplicitat r, i en la descomposició en fraccions parcials, r fraccions parcials involucraran les potències de (x − α). Per exemple, si es pren S(x) = 1 s'obté la següent descomposició:

{\displaystyle {\frac {P(x)}{Q(x)}}={\frac {P(x)}{(x-\alpha )^{r}}}={\frac {c_{1}}{x-\alpha }}+{\frac {c_{2}}{(x-\alpha )^{2}}}+\cdots +{\frac {c_{r}}{(x-\alpha )^{r}}}.}

### Exemple
Per exemplificar l'aplicació d'aquest procediment, (3x + 5)/(1 − 2x)² es pot descompondre en la forma 
{\displaystyle {\frac {3x+5}{(1-2x)^{2}}}={\frac {A}{(1-2x)^{2}}}+{\frac {B}{(1-2x)}}.}
Si se simplifiquen els denominadors s'obté que 3x + 5 = A + B(1 − 2x). Desenvolupant aquesta igualtat i igualant els coeficients de les potències de x s'obté:
{\displaystyle \left\{{\begin{array}{rcl}5=A+B\\3x=-2Bx\end{array}}\right.}
Resolent el sistema d'equacions per A i B s'obté el resultat A = 13/2 i B = −3/2. Llavors
{\displaystyle {\frac {3x+5}{(1-2x)^{2}}}={\frac {13/2}{(1-2x)^{2}}}+{\frac {-3/2}{(1-2x)}}.}

### Mètode dels residus
Se suposa, sobre els nombres complexos, que ƒ(x) és una fracció racional pròpia, i es pot descompondre en
{\displaystyle f(x)=\sum _{i}\left({\frac {a_{i1}}{x-x_{i}}}+{\frac {a_{i2}}{(x-x_{i})^{2}}}+\cdots +{\frac {a_{ik_{i}}}{(x-x_{i})^{k_{i}}}}\right).}
Sigui
{\displaystyle g_{ij}(x)=(x-x_{i})^{j-1}f(x),}
llavors, segons la unicitat de la sèrie de Laurent, aij és el coeficient del terme (x − xi)−1 en l'expansió de Laurent de gij(x) en el punt xi, és a dir, el seu residu.
{\displaystyle a_{ij}=\operatorname {Res} (g_{ij},x_{i}).}
Això ve donat directament per la fórmula
{\displaystyle a_{ij}={\frac {1}{(k_{i}-j)!}}\lim _{x\to x_{i}}{\frac {d^{k_{i}-j}}{dx^{k_{i}-j}}}\left((x-x_{i})^{k_{i}}f(x)\right),}
o en el cas especial que xi és una arrel simple,
{\displaystyle a_{i1}={\frac {P(x_{i})}{Q'(x_{i})}},}
quan
{\displaystyle f(x)={\frac {P(x)}{Q(x)}}.}
Cal notar que P(x) i Q(x) poden ser, o no, polinomis.

## Exemples

### Exemple 1
{\displaystyle f(x)={\frac {1}{x^{2}+2x-3}}}
El denominador se separa en dos factors lineals diferents:
{\displaystyle q(x)=x^{2}+2x-3=(x+3)(x-1)}
S'obté la descomposició en fraccions parcials:
{\displaystyle f(x)={\frac {1}{x^{2}+2x-3}}={\frac {A}{x+3}}+{\frac {B}{x-1}}}
Si es multiplica a la dreta per x² + 2x - 3, s'obté la identitat polinomial:
{\displaystyle 1=A(x-1)+B(x+3)}
Substituint x = -3 en aquesta equació s'obté A = -1/4, i substituint x = 1 s'obté B = 1/4, de tal manera que
{\displaystyle f(x)={\frac {1}{x^{2}+2x-3}}={\frac {1}{4}}\left({\frac {-1}{x+3}}+{\frac {1}{x-1}}\right)}

### Exemple 2
{\displaystyle f(x)={\frac {x^{3}+16}{x^{3}-4x^{2}+8x}}}
S'efectua la divisió de polinomis i s'obté:
{\displaystyle f(x)=1+{\frac {4x^{2}-8x+16}{x^{3}-4x^{2}+8x}}=1+{\frac {4x^{2}-8x+16}{x(x^{2}-4x+8)}}}
Com que (−4)² − 4(8) = −16 < 0, x² − 4x + 8 és irreductible, i per tant:
{\displaystyle {\frac {4x^{2}-8x+16}{x(x^{2}-4x+8)}}={\frac {A}{x}}+{\frac {Bx+C}{x^{2}-4x+8}}}
Si es passa a multiplicar x3 − 4x² + 8x a la dreta, s'obté la identitat polinomial:
{\displaystyle 4x^{2}-8x+16=A(x^{2}-4x+8)+(Bx+C)x}
Prenent x = 0, es pot veure que 16 = 8A, so A = 2. Comparant els coeficients de x², s'obté que 4 = A + B = 2 + B, per la qual cosa B = 2. Comparant els coeficients lineals (dit d'una altra manera, de x0) s'obté que −8 = −4A + C = −8 + C i, per tant, C = 0. Ajuntant-ho tot:
{\displaystyle f(x)=1+2\left({\frac {1}{x}}+{\frac {x}{x^{2}-4x+8}}\right)}

### Exemple 3
{\displaystyle f(x)={\frac {x^{9}-2x^{6}+2x^{5}-7x^{4}+13x^{3}-11x^{2}+12x-4}{x^{7}-3x^{6}+5x^{5}-7x^{4}+7x^{3}-5x^{2}+3x-1}}}
Després de fer la divisió i factoritzar, s'obté:
{\displaystyle f(x)=x^{2}+3x+4+{\frac {2x^{6}-4x^{5}+5x^{4}-3x^{3}+x^{2}+3x}{(x-1)^{3}(x^{2}+1)^{2}}}}
La descomposició en fraccions parcials pren la forma següent:
{\displaystyle {\frac {2x^{6}-4x^{5}+5x^{4}-3x^{3}+x^{2}+3x}{(x-1)^{3}(x^{2}+1)^{2}}}={\frac {A}{x-1}}+{\frac {B}{(x-1)^{2}}}+{\frac {C}{(x-1)^{3}}}+{\frac {Dx+E}{x^{2}+1}}+{\frac {Fx+G}{(x^{2}+1)^{2}}}}
Multiplicant a les dues bandes per (x − 1)3(x² + 1)² s'obté la identitat polinomial:
{\displaystyle {\begin{aligned}&{}\quad 2x^{6}-4x^{5}+5x^{4}-3x^{3}+x^{2}+3x\\&=A(x-1)^{2}(x^{2}+1)^{2}+B(x-1)(x^{2}+1)^{2}+C(x^{2}+1)^{2}+(Dx+E)(x-1)^{3}(x^{2}+1)+(Fx+G)(x-1)^{3}\end{aligned}}}
Prenent x = 1 es té 4 = 4C i, per tant, C = 1. D'una manera similar, prenent x = i s'obté 2 + 2i = (Fi + G)(2 + 2i), de tal manera que Fi + G = 1, per tant F = 0 i G = 1 (igualant les parts reals i complexes). Amb C = G = 1 i F = 0, prenent x = 0 s'obté A - B + 1 - E - 1 = 0 i, per tant, E = A - B.
Ara es té la identitat:
{\displaystyle {\begin{aligned}&{}2x^{6}-4x^{5}+5x^{4}-3x^{3}+x^{2}+3x\\&=A(x-1)^{2}(x^{2}+1)^{2}+B(x-1)(x^{2}+1)^{2}+(x^{2}+1)^{2}+(Dx+(A-B))(x-1)^{3}(x^{2}+1)+(x-1)^{3}\\&=A((x-1)^{2}(x^{2}+1)^{2}+(x-1)^{3}(x^{2}+1))+B((x-1)(x^{2}+1)-(x-1)^{3}(x^{2}+1))+(x^{2}+1)^{2}+Dx(x-1)^{3}(x^{2}+1)+(x-1)^{3}\end{aligned}}}
Si s'expandeix i s'ordena segons l'exponent de x s'obté:
{\displaystyle {\begin{aligned}&{}2x^{6}-4x^{5}+5x^{4}-3x^{3}+x^{2}+3x\\&=(A+D)x^{6}+(-A-3D)x^{5}+(2B+4D+1)x^{4}+(-2B-4D+1)x^{3}+(-A+2B+3D-1)x^{2}+(A-2B-D+3)x\end{aligned}}}
Ara es poden comparar els coeficients i veure que:
{\displaystyle {\begin{aligned}A+D&=&2\\-A-3D&=&-4\\2B+4D+1&=&5\\-2B-4D+1&=&-3\\-A+2B+3D-1&=&1\\A-2B-D+3&=&3,\end{aligned}}}
Amb A = 2 - D i -A -3 D =-4 s'obté A = D = 1 i, per tant, B = 0; continuant, C = 1, E = A - B = 1, F = 0 i G = 1.
Llavors, la descomposició en fraccions parcials de ƒ(x) és:
{\displaystyle f(x)=x^{2}+3x+4+{\frac {1}{(x-1)}}+{\frac {1}{(x-1)^{3}}}+{\frac {x+1}{x^{2}+1}}+{\frac {1}{(x^{2}+1)^{2}}}.}

### Exemple 4 (mètode dels residus)
{\displaystyle f(z)={\frac {z^{2}-5}{(z^{2}-1)(z^{2}+1)}}={\frac {z^{2}-5}{(z+1)(z-1)(z+i)(z-i)}}}
Per això, f(z) es pot descompondre en funcions racionals els denominadors de les quals són z+1, z-1, z+i, z-i. Com que cada terme és de grau 1, -1, 1, -i i i són pols simples. Llavors, els residus associats amb cada pol, que estan donats per:
{\displaystyle {\frac {P(z_{i})}{Q'(z_{i})}}={\frac {z_{i}^{2}-5}{4z_{i}^{3}}}}
Són, respectivament:
{\displaystyle 1,-1,{\tfrac {3i}{2}},-{\tfrac {3i}{2}}}
I:
{\displaystyle f(z)={\frac {1}{z+1}}-{\frac {1}{z-1}}+{\frac {3i}{2}}{\frac {1}{z+i}}-{\frac {3i}{2}}{\frac {1}{z-i}}}